# Adicella evadne
Adicella evadne är en nattsländeart som beskrevs av Schmid 1994. Adicella evadne ingår i släktet Adicella och familjen långhornssländor. Inga underarter finns listade i Catalogue of Life.